# Gottschelia maxima
Gottschelia maxima là một loài rêu tản trong họ Jungermanniaceae. Loài này được (Stephani) Grolle mô tả khoa học lần đầu tiên năm 2003.